# Punnaikayal
Punnaikayal (Tamil: புன்னைக்காயல் Puṉṉaikkāyal [ˈpunːɛi̯kːaːjəl], auch Punnakayal, früher Punicale) ist ein Dorf im Distrikt Thoothukudi des indischen Bundesstaates Tamil Nadu. Die Einwohnerzahl beträgt rund 7.700 (Volkszählung 2011).
Punnaikayal liegt rund 20 Kilometer Luftlinie südlich von Thoothukudi (Tuticorin) im Delta des Thamirabarani-Flusses. Rund einen Kilometer von der Küste entfernt an einem Mündungsarm des Thamirabarani gelegen, besitzt Punnaikayal einen geschützten Naturhafen. Verwaltungsmäßig gehört der Ort zum Taluk Tiruchendur des Distrikts Thoothukudi.
Punnaikayal ist einer von mehreren historischen Häfen im Thamirabarani-Delta. Der früheste Hafen, das antike Korkai, verlandete früh und ist mittlerweile im Binnenland (sechs Kilometer westlich von Punnaikayal) gelegen. Danach wurde der Hafen nach Kayal, das heutige Palayakayal (vier Kilometer nordwestlich von Punnaikayal), verlegt, das aber ebenfalls verlandete. Wahrscheinlich ab dem 14. Jahrhundert wurde die muslimische Hafenstadt Kayalpattinam (acht Kilometer südlich von Punnaikayal) zum wichtigsten Hafen im Thamirabarani-Delta. Als die Portugiesen im 16. Jahrhundert begannen die Region zu kolonisieren, machten sie Punnaikayal zu ihrem Stützpunkt. Ab den 1540er Jahren war Punnaikayal der wichtigste portugiesische Hafen an der Fischereiküste und ein Zentrum des Christentums in der Region. Gleichzeitig war der Ort in ständige Auseinandersetzungen mit den Muslimen von Kayalpattinam verwickelt. Ab den 1580er Jahren stieg Thoothukudi (Tuticorin) zum wichtigsten portugiesischen Stützpunkt in der Region auf und Punnaikayal sank zu einem unbedeutenden Fischerdorf herab.
Der Name Punnaikayal setzt sich zusammen aus punnai, dem tamilischen Namen einer häufig in Küstennähe vorkommenden Baumart (Calophyllum inophyllum) und dem Wort kayal für „Lagune“, welches auch den Ortsnamen Palayakayal und Kayalpattinam zugrunde liegt.